# Zamioculcadoideae
Zamioculcadoideae é uma subfamília de plantas com flor da família Araceae que agrupa dois géneros, Zamioculcas e Gonatopus. O agrupamento taxonómico foi proposto em 2005 para acomodar os resultados de estudos de biologia molecular que indicavam a necessidade de agrupar alguns géneros para evitar a parafilia dos taxa existentes. Existem indicações genéticas de que o género Stylochaeton deve ser incluído nesta subfamília.

## Referênias
- J. Bogner and M. Hesse (2005). Zamioculcadoideae, a new subfamily of Araceae. Aroideana Volume 28.
- Lidia I. Cabrera, Gerardo A. Salazar, Mark W. Chase, Simon J. Mayo, Josef Bogner and Patricia Dávila, Phylogenetic relationships of aroids and duckweeds (Araceae) inferred from coding and noncoding plastid DNA, American Journal of Botany, 95:1153-1165